# Jean Paul Clarens
Pour les articles homonymes, voir Clarens.
Jean Paul Clarens  est le pseudonyme de Jean Pierre Cabanes (né le 17 octobre 1857 à Bordeaux et mort le 22 janvier 1905 à Casteljaloux), critique d'art, écrivain et poète français.

## Biographie
Jean Paul Clarens est le petit neveu du philosophe Joseph Joubert et le neveu par alliance de l'homme politique Pierre Magne.
Après des études d'avocat, il entre au barreau de Bordeaux à 21 ans et, tout en poursuivant sa carrière juridique, se lance dans le journalisme comme critique, d'abord de ses confrères bordelais avant de publier ses propres écrits qui, sans rester des œuvres d'art littéraire, sont reconnus par ses pairs comme le montre la lettre signée de Sully Prudhomme dans l'ouvrage Écrivains et Penseurs, Paris,1886 et la critique de ce dernier ouvrage par Charles Fuster.
Ses critiques littéraires sont publiées dans des journaux comme la Revue du siècle, la Revue de la science nouvelle, l'Indépendant littéraire, la Revue littéraire et artistique et la Grande revue de Paris et de Saint Petersbourg. Plusieurs ouvrages recensent ces critiques, notamment Écrivains et Penseurs, et surtout Réaction, Paris,1890.
En décembre 1894, il présente sa candidature à l'Académie française au décès de Victor Duruy, en même temps que Émile Zola et Henry Houssaye mais c'est ce dernier qui est élu.